# ستيف بيري (كاتب)
ستيف بيري (بالإنجليزية: Steve Berry)‏ (و. 1955  م) هو محامي، وكاتب، وروائي أمريكي، ولد في جورجيا.